# Seznam slovenských železničních dopravců
Seznam slovenských železničních dopravců obsahuje organizace, které jsou držiteli licence pro provozování drážní dopravy v libovolném členském státě Evropské unie a mají podepsanou smlouvu o provozování drážní dopravy se slovenským manažerem infrastruktury Železnice Slovenskej republiky (ŽSR). Dopravci jsou seřazeni podle abecedy, za názvem společnosti je uvedeno její sídlo.

## Seznam dopravců na síti ŽSR
1. ARRIVA Mobility Solutions, Bratislava
2. ARRIVA vlaky, Praha
3. BULK TRANSSHIPMENT SLOVAKIA, Čierna nad Tisou
4. Cargo Motion, Ostrava
5. CD Cargo Slovakia, Bratislava
6. CENTRAL RAILWAYS, Bratislava
7. CER Slovakia, Bratislava
8. CityRail, Praha
9. DB Cargo Czechia, Ostrava
10. DMG, Preseľany
11. ELTRA, Košice
12. EP Cargo, Praha
13. Express Group, Bratislava
14. Gepard Express Slovakia, Bratislava
15. GJW Praha, Praha
16. HORNONITRIANSKE BANE zamestnanecká, Prievidza
17. HSL - Logistik, Praha
18. IDS Cargo, Olomouc
19. JUSO, Zvolen
20. Komplex Rail, Budapest
21. LEO Express, Praha
22. LEO Express Slovensko, Bratislava
23. LOKO TRANS Slovakia, Šurany
24. LOKORAIL, Bratislava
25. LokoTrain, Česká Třebová
26. LTE Slovakia, Bratislava
27. Magyar Vasúti Áruszállító, Debrecen
28. METRANS /Danubia/, Dunajská Streda
29. NZ Rail, Nové Zámky
30. ORLEN Unipetrol Doprava, Litvínov
31. PKP CARGO, Katowice
32. PKP CARGO International SK, Bratislava
33. Prvá Slovenská železničná, Bratislava
34. Rabbit Rail, Velký Osek
35. RailLog, Levice
36. Rail Cargo Carrier - Slovakia, Bratislava
37. Rail Support, Bratislava
38. Rail Transport Service, Graz
39. Railtrans International, Bratislava
40. RegioJet, Bratislava
41. Retrack Slovakia, Bratislava
42. RM LINES, Sokolov
43. SLOV-VAGON, Trnava
44. TEMPRA, Banská Bystrica
45. Trenčianska elektrická železnica, Trenčianska Teplá
46. TSS Grade, Bratislava
47. U. S. Steel Košice, Košice
48. Železničná spoločnosť Cargo Slovakia, Bratislava
49. Železničná spoločnosť Slovensko, Bratislava
50. Železničné stavby, Košice